# Mary Elizabeth Mastrantonio
Mary Elizabeth Mastrantonio (ur. 17 listopada 1958 w Lombard) – amerykańska aktorka i piosenkarka. Nominowana do Oscara oraz nagrody Złotego Globu w 1987 za rolę w filmie Kolor pieniędzy.
Urodziła się w Lombard, na przedmieściach Chicago w Illinois jako córka Mary Dominiki (z domu Pagone) i Franka A. Mastrantonia, właściciela odlewni brązu. Jej rodzice byli pochodzenia włoskiego. Dorastała w Oak Park w Illinois, gdzie uczęszczała do Oak Park And River Forest High School. W 1980 ukończyła studia na Uniwersytecie Illinois w Urbanie i Champaign.

## Filmografia
- Człowiek z blizną (Scarface 1983)
- Kolor pieniędzy (The Color of Money 1986)
- Otchłań (The Abyss 1989)
- Robin Hood: Książę złodziei (Robin Hood: Prince of Thieves 1991)
- Białe piaski (White Sands 1992)
- Trzy życzenia (Three Wishes 1995)
- Gniew oceanu (The Perfect Storm 2000)